# 백미현
백미현 (1966년 9월 19일~ )은 대한민국의 가수이며, 1990년 《난 바람 넌 눈물》로 데뷔하였다.
2014년 4월, 시흥라디오 인터뷰에서 본인의 음악에 대해 "수채화 같은 음악 등의 수식 보다는 그 때 그 때의 감성이 전달되는 느낌"이라는 주장을 하였다.
이에 더불어, 듣는 사람에게 "전달되는 여운을 함께 느낄 수 있는 것"이라고 이야기 한 적 있다.

## 앨범

### 정규 및 스페셜 앨범
- 1집 《난 바람 넌 눈물》
- 2집 《다시 사랑할 수 있다면》
- 《사랑 느낌 (Remake Album)》

### 참여 앨범
- 《사랑과 전쟁 O.S.T》